# Kiki Caron
Kiki Caron (n. 10 iulie 1948, Paris, Franța) este o înotătoare franceză, medaliată olimpică. A participat la 2 ediții ale Jocurilor Olimpice (1964, 1968) în care a câștigat o medalie de argint.